# 栗原神社 (高山市)
栗原神社（くりはらじんじゃ）は、岐阜県高山市上宝町（旧吉城郡上宝村）にある神社。高山市上宝支所（旧・上宝村役場）の近くにある。
式内社であり、延喜式神名帳の飛騨国内八社の一つである。
江戸時代には白山権現と称されていた。明治3年（1870年）に式内社栗原神社に認められ、栗原神社に改称された。

## 祭神
- 五十猛神
- 大山祇大神
- 宇迦之御魂神
- 伊邪那美命
- 伊邪那岐命
- 菊理姫命
- 火産霊神

## 文化財
- 栗原神社のスギ（市指定文化財）[1]

## 交通
- 濃飛バス上宝・平湯線「宮原」バス停下車